# Theodor Braband
Eugen Julius Theodor Braband (* 30. Oktober 1843 in Hamburg; † 3. Dezember 1887 ebenda) war ein deutscher Rechtsanwalt, Staatsanwalt und Senator in Hamburg.

## Leben
Braband wuchs in Hamburg auf und studierte an der Universität Jena Rechtswissenschaft. 1864 im Corps Guestphalia Jena recipiert, zeichnete er sich als Subsenior und Senior aus. 1866 wurde er in Jena zum Dr. iur. promoviert. Er ließ sich im selben Jahr in Hamburg als Anwalt nieder und begründete in eine Sozietät mit Julius Scharlach. Er wechselte 1870 in den Hamburgischen Staatsdienst und wurde Staatsanwalt und Oberstaatsanwalt (1877). Seit 1862 in der Freimaurerloge Absalom zu den drei Nesseln, war er 1869 ihr Meister vom Stuhl.

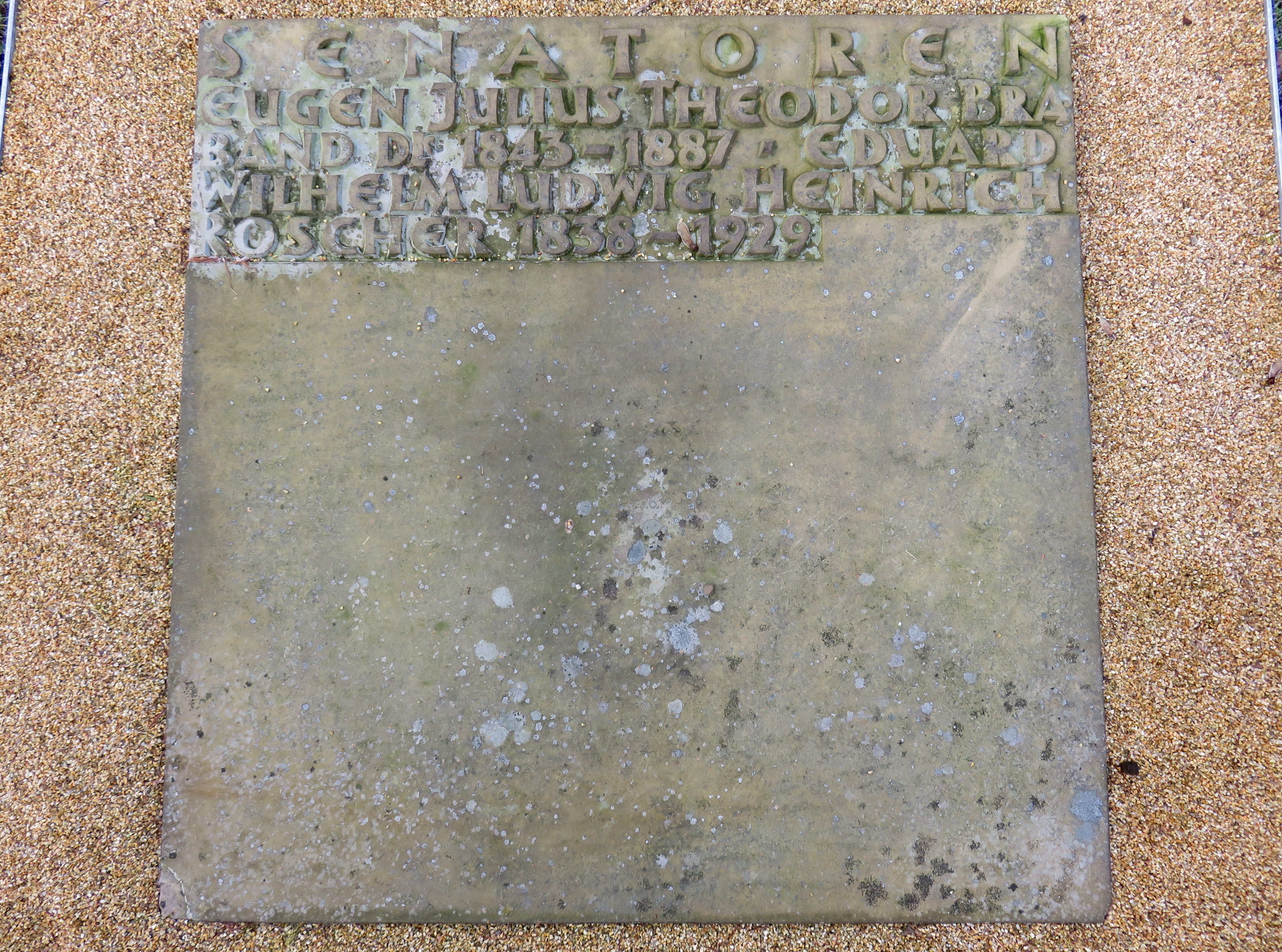
„Eugen Julius Theodor Braband Dr.“, Sammelgrab Senatoren (V), Althamburgischer Gedächtnisfriedhof, Friedhof Ohlsdorf

Als Beamter im Staatsdienst konnte Braband nicht in die Hamburgische Bürgerschaft gewählt werden; er war aber so bekannt, dass er von der Bürgerschaft am 16. März 1887 für den verstorbenen Gustav Heinrich Kirchenpauer in den Hamburger Senat 1861–1919 gewählt wurde. Mönckeberg beschrieb Brabands Wahl in den Senat in seinen Erinnerungen folgend: „In der Bürgerschaft war seine Wahl von den liberalen Mitgliedern sehr gewünscht, weil er in kirchlichen Fragen auf sehr liberalem Standpunkt stand - eine Tatsache, die im Senat von sehr wenig praktischer Bedeutung war. Während der kurzen Zeit, die Braband im Senat verlebte - er starb Dezember 1887 - zeigte er sich wie zu erwarten war, klug und tüchtig.“ Braband wirkte keine neun Monate im Senat, bevor er mit 44 Jahren verstarb. Gustav Ferdinand Hertz wurde zu seinem Nachfolger gewählt. Sein Sohn war Carl Braband. Auf dem Friedhof Ohlsdorf wird auf einer der Sammelgrabplatten Senatoren (V) des Althamburgischen Gedächtnisfriedhofs unter anderem an Julius Theodor Braband erinnert.